# Donacoscaptes leucocraspis
Donacoscaptes leucocraspis là một loài bướm đêm trong họ Crambidae.